# Metrioidea chiricahuensis
Metrioidea chiricahuensis är en skalbaggsart som först beskrevs av Blake 1942.  Metrioidea chiricahuensis ingår i släktet Metrioidea och familjen bladbaggar. Inga underarter finns listade i Catalogue of Life.